# FS Logistix
FS Logistix, nota in precedenza come Mercitalia Logistics, è una subholding operativa del gruppo Ferrovie dello Stato Italiane che ha il compito di coordinare e controllare le società del gruppo che operano nel trasporto merci e nella logistica.

## Storia
La società viene fondata nel 2017 con l'obiettivo di risanare e rilanciare il business delle merci del Gruppo FS, permettendo di sviluppare soluzioni integrate di trasporto e logistica attraverso l'uso della rete ferroviaria.
Infatti, il Gruppo FS, con la presentazione del nuovo piano industriale 2017-2026, presenta un progetto di risanamento e rilancio del trasporto merci su rotaia – attività del gruppo fortemente in perdita – al fine di produrre utili entro il 2019. In base a questo progetto viene creato nel gennaio 2017 il Polo Mercitalia, riunendo le varie aziende del gruppo sotto un unico ramo in modo da razionalizzare le numerose attività riguardanti il settore merci e andando a creare un unico interlocutore per il cliente.
Mercitalia Logistics viene così incaricata come società capogruppo del Polo.
Per poter rilanciare gli obiettivi del Polo, vengono stanziati 250 milioni di euro di investimenti entro i 10 anni per il miglioramento del parco mezzi e delle strutture. Ferrovie dello Stato Italiane attraverso il suo Piano strategico 2025-2029 ha intenzione di rilanciare la logistica del gruppo FS attraverso il superamento del Polo e la riorganizzazione del settore.
il 26 maggio 2025 Mercitalia Logistics cambia nome in FS Logistix presentando una nuova piattaforma digitale integrata per il trasporto merci intermodale integrando tutte le società del gruppo.

## Società
Il raggruppamento di imprese è quindi composto dalle seguenti società:
- Mercitalia Rail
- Gruppo TX Logistik
- Mercitalia Intermodal
- Mercitalia Transport & Service
- Mercitalia Shunting & Terminal
- Mercitalia Maintenance
- TERALP

## Dati societari
Il primo anno di attività della nuova società capogruppo, porta il Polo Mercitalia in linea con il raggiungimento gli obiettivi indicati dal Piano Industriale e, per la prima volta nella storia del business merci, ha generato nell’ultima parte dell’anno flussi di cassa positivi (40 milioni di euro).